# The Horseshoe
Pour plus de détails, voir Fiche technique et Distribution.
The Horseshoe est un film muet américain réalisé par Otis Thayer et sorti en 1912.

## Fiche technique
- Réalisation : Otis Thayer
- Scénario : Gilmore Walker, Neil Montrose
- Producteur :  William Selig
- Société de production : Selig Polyscope Company
- Société de distribution : Selig Polyscope Company
- Pays d'origine :  États-Unis
- Langue : film muet avec les intertitres en anglais
- Format : Noir et blanc — 35 mm — 1,33:1 — Muet
- Genre : Film dramatique
- Durée : 10 minutes
- Dates de sortie : 
  -  États-Unis :8 février 1912

## Distribution
- Kathlyn Williams : Minnie Rogers
- William Duncan : Barton Sumner
- Frank Weed
- George L. Cox
- Rex De Rosselli
- William Stowell
- J.S. Kennedy
- Adrienne Kroell
- Myrtle Stedman